# Brachypremna dispellens
Brachypremna dispellens är en tvåvingeart som först beskrevs av Walker 1861.  Brachypremna dispellens ingår i släktet Brachypremna och familjen storharkrankar. Inga underarter finns listade i Catalogue of Life.